# Gladiolus candidus
Gladiolus candidus är en irisväxtart som först beskrevs av Alfred Barton Rendle, och fick sitt nu gällande namn av Peter Goldblatt. Gladiolus candidus ingår i släktet sabelliljor, och familjen irisväxter. Inga underarter finns listade i Catalogue of Life.